# Liga Asobal 2001-02
La Liga Asobal 2001-02 tuvo un sistema de competición de 16 equipos, enfrentados todos contra todos a doble vuelta. Era la primera ocasión que la liga tenía dieciséis equipos, ya que el año anterior habían sido catorce. Por este motivo para esta temporada ascendieron tres equipos: el Barakaldo UPV, el Teucro Caixanova y el Almería 2005.
El Portland San Antonio ganó el primer título de liga de su historia, cediendo únicamente dos derrotas y tres empates. Con este título se aseguraba además una plaza en la siguiente edición de la Copa de Europa.

## Clasificación
| Pos | Equipo                        | J  | G  | E | P  | GF  | GC  | Dif  | Pts |
| --- | ----------------------------- | -- | -- | - | -- | --- | --- | ---- | --- |
| 1   | Portland San Antonio Pamplona | 30 | 25 | 3 | 2  | 854 | 738 | 116  | 53  |
| 2   | F.C. Barcelona                | 30 | 23 | 2 | 5  | 912 | 725 | 187  | 48  |
| 3   | Caja España Ademar León       | 30 | 22 | 2 | 6  | 861 | 717 | 144  | 46  |
| 4   | BM. Ciudad Real               | 30 | 22 | 2 | 6  | 859 | 744 | 115  | 46  |
| 5   | BM. Altea                     | 30 | 15 | 4 | 11 | 756 | 739 | 17   | 34  |
| 6   | C.B. Cantabria Santander      | 30 | 14 | 4 | 12 | 743 | 751 | –8   | 32  |
| 7   | C.BM. Valladolid              | 30 | 14 | 4 | 12 | 842 | 801 | 41   | 32  |
| 8   | C.D. Bidasoa Irún             | 30 | 15 | 1 | 14 | 773 | 770 | 3    | 31  |
| 9   | BM. Gáldar                    | 30 | 13 | 4 | 13 | 775 | 793 | –18  | 30  |
| 10  | C.BM. Granollers              | 30 | 12 | 5 | 13 | 829 | 814 | 15   | 29  |
| 11  | S.D. Teucro Pontevedra        | 30 | 11 | 3 | 16 | 825 | 857 | –32  | 25  |
| 12  | BM. Valencia                  | 30 | 12 | 1 | 17 | 844 | 877 | –33  | 25  |
| 13  | BM. Cangas                    | 30 | 9  | 2 | 19 | 718 | 811 | –93  | 20  |
| 14  | C.B. Barakaldo                | 30 | 6  | 1 | 23 | 749 | 860 | –111 | 13  |
| 15  | S.D. Academia Octavio Vigo    | 30 | 4  | 3 | 23 | 754 | 870 | –116 | 11  |
| 16  | BM. Ciudad de Almería         | 30 | 2  | 1 | 27 | 675 | 902 | –227 | 5   |

|  | EHF Champions League |
|  | Recopa de Europa     |
|  | Copa EHF             |
|  | Descendido           |